# 紅色禮堂
《北韓金豪洨》，又譯《“紅教堂”朝鮮之旅》（丹麥語：Det Røde Kapel）是一部2009年拍攝的丹麥紀錄片，講述了一名記者、一名小兒麻痹症患者和一名喜劇演員組成的“喜劇團”前往北韓演出。本想帶去幽默，卻時時受到當局審查，發生了一系列意想不到的事件。影片反映出西方幽默與北韓封閉的體制的交流碰撞。
2011年11月12日，在中華人民共和國北京市舉行的第六屆北歐紀錄片電影節開幕式上放映了本片。